# Steins;Gate 0 (anime)
Steins;Gate 0 (jap. シュタインズ・ゲート ゼロ Shutainzu Gēto Zero) – telewizyjny serial anime wyprodukowany przez studio White Fox, będący adaptacją powieści wizualnej o tym samym tytule. Seria była emitowana od kwietnia do września 2018.

## Fabuła
Historia rozgrywa się w alternatywnej linii świata z oryginalnego Steins;Gate, gdzie Rintarō Okabe nie udaje się uratować Kurisu Makise i zapobiec przyszłej wojnie o wehikuł czasu. Rintarō, wciąż straumatyzowany przekraczaniem setek linii świata i patrzeniem jak jego przyjaciele cierpią i umierają niezliczoną ilość razy, akceptuje swoje życie w linii beta świata, gdzie Kurisu pozostaje martwa. Po upływie kilku miesięcy spotyka Maho Hiyajō i Alexisa Leskinena, dwóch dawnych współpracowników Kurisu, którzy pracują nad Amadeusem, systemem sztucznej inteligencji wykorzystującym wspomnienia Kurisu sprzed jej śmierci. Rintarō zgadza się im pomóc w rozwoju systemu i staje się testerem, rozmawiając z Amadeusem przez swój telefon.

## Bohaterowie
- Rintarō Okabe (jap. 岡部 倫太郎 Okabe Rintarō)

Seiyū: Mamoru Miyano 
- Kurisu Makise (jap. 牧瀬 紅莉栖 Kurisu Makise)

Seiyū: Asami Imai 
- Mayuri Shiina (jap. 椎名 まゆり Shiina Mayuri)

Seiyū: Kana Hanazawa 
- Maho Hiyajō (jap. 比屋定 真帆 Hiyajō Maho)

Seiyū: Sayuri Yahagi 
- Itaru Hashida (jap. 橋田 至 Hashida Itaru)

Seiyū: Tomokazu Seki 
- Suzuha Amane (jap. 阿万音 鈴羽 Amane Suzuha)

Seiyū: Yukari Tamura 
- Luka Urushibara (jap. 漆原 るか Urushibara Ruka)

Seiyū: Yū Kobayashi 
- Moeka Kiryu (jap. 桐生 萌郁 Kiryu Moeka)

Seiyū: Saori Gotō 
- Faris NyanNyan (jap. フェイリス・ニャンニャン Feirisu NyanNyan) / Rumiho Akiha (jap. 秋葉 留未穂 Akiha Rumiho)

Seiyū: Haruko Momoi 
- Kagari Shiina (jap. 椎名 かがり Shiina Kagari)

Seiyū: Megumi Han 
- Yūgo Tennōji (jap. 天王寺 裕吾 Tennōji Yūgo)

Seiyū: Masaki Terasoma 
- Yuki Amane (jap. 阿万音 由季 Amane Yuki)

Seiyū: Yukari Tamura 
- Alexis Leskinen (jap. アレクシス・レスキネン Arekushisu Resukinen)

Seiyū: Yōji Ueda 
- Nae Tennōji (jap. 天王寺 綯 Tennōji Nae)

Seiyū: Ayano Yamamoto 
- Katsumi Nakase (jap. 中瀬 克実 Nakase Katsumi)

Seiyū: Mariko Honda 
- Kaede Kurushima (jap. 来嶋 かえで Kurushima Kaede)

Seiyū: Hina Kino 

## Produkcja i wydanie
Seria została wyprodukowana przez studio White Fox i jest częściową adaptacją gry wideo o tej samej nazwie, która ukazała się w 2015 roku. Gra jest sequelem Steins;Gate, które również zostało zaadaptowane na anime wyprodukowane w 2011 roku przez to samo studio. Fabuła anime łączy wiele ścieżek z gry w jedną historię. Reżyserem serii jest Kenichi Kawamura, a scenarzystą Jukki Hanada, który pracował wcześniej jako scenarzysta przy poprzednim Steins;Gate. Projekty postaci autorstwa Huke zostały zaadaptowane przez Tomoshige Inayoshiego, reżysera animacji poprzedniego anime, a rolę dyrektora artystycznego pełnił Takeshi Kodaka. Muzyka została skomponowana przez Takeshiego Abo, Nobuakiego Nobusawę i Moe Hyūgę. Obsada głosowa ponownie wcieliła się w swoje role z poprzednich mediów Steins;Gate. Motyw otwierający, zatytułowany „Fátima” (jap. ファティマ), wykonała Kanako Itō. Pierwszym motywem końcowym jest „Last Game” w wykonaniu Zwei, drugim zaś „World-Line” autorstwa Imai. Motywem końcowym pierwszego odcinka jest utwór autorstwa Itō, zatytułowany „Amadeus”, który występuje również w grze. Itō stworzyła „Fátimę” jako liryczną kontynuację „Hacking to the Gate”, motywu otwierającego pierwsze anime Steins;Gate, stwierdzając, że szybkie tempo było ważnym aspektem, ponieważ chciała, aby utwór był porywający.
Anime zostało pierwotnie zapowiedziane w marcu 2015 roku, wraz z grą Steins;Gate 0. W lipcu 2017 zostało ogłoszone ponownie wraz ze zwiastunem i key artem w ramach projektu „Steins;Gate World Line 2017-2018”, który obejmuje również inne media oparte na grze Steins;Gate 0; w tym momencie seria weszła do produkcji. 23-odcinkowy serial był emitowany między 12 kwietnia a 27 września 2018 w stacjach Tokyo MX, TVA, KBS, SUN, TVQ, AT-X, BS11 i GYT, a także transmitowany w Japonii za pośrednictwem serwisu Abema TV. Prawa do dystrybucji serii poza Azją i Australazją nabył Crunchyroll. Seria została wydana w Japonii na sześciu płytach Blu-ray/DVD między 27 czerwca a 21 grudnia 2018, z czego ostatnia zawiera dodatkowy, niewyemitowany odcinek.

### Lista odcinków
| №   | Tytuł                                                                                                 | Premiera         |
| --- | --- | ---------------- |
| 1   | Rei-ka-iki no misshingu rinku (零化域のミッシングリンク)                                              | 12 kwietnia 2018 |
| 2   | Heijikyokusen no epigurafu (閉時曲線のエピグラフ)                                                     | 19 kwietnia 2018 |
| 3   | Sōtsui fukuin no purotokoru (双対福音のプロトコル)                                                    | 26 kwietnia 2018 |
| 4   | Bōshitsu ruten no sorichūdo (亡失流転のソリチュード)                                                  | 3 maja 2018      |
| 5   | Hitenshūsa no sorichūdo (非点収差のソリチュード)                                                      | 10 maja 2018     |
| 6   | Kidōchitsujo no ekuripusu (軌道秩序のエクリプス)                                                      | 17 maja 2018     |
| 7   | Fuden Sen'i no ekuripusu (振電遷移のエクリプス)                                                       | 24 maja 2018     |
| 8   | Niritsuhaihan no dyuaru (二律背反のデュアル)                                                          | 31 maja 2018     |
| 9   | Eigō kaiki no Pandora (永劫回帰のパンドラ)                                                            | 7 czerwca 2018   |
| 10  | Sonzai shōmei no Pandora (存在証明のパンドラ)                                                         | 14 czerwca 2018  |
| 11  | Sonzai bōkyaku no Pandora (存在忘却のパンドラ)                                                        | 21 czerwca 2018  |
| 12  | Sōgosaiki no mazā gūsu (相互再帰のマザーグース)                                                       | 28 czerwca 2018  |
| 13  | Kaisetsu joshō no mazā gūsu (回折叙唱のマザーグース)                                                  | 5 lipca 2018     |
| 14  | Dansei genkai no rikogunaizu (弾性限界のリコグナイズ)                                                 | 19 lipca 2018    |
| 15  | Zankinsen no rikogunaizu (漸近線のリコグナイズ)                                                       | 26 lipca 2018    |
| 16  | Mugen’en-ten no Arutairu (無限遠点のアルタイル)                                                       | 2 sierpnia 2018  |
| 17  | Sōkyoku heimen no Arutairu (双曲平面のアルタイル)                                                     | 9 sierpnia 2018  |
| 18  | Heishin taishō no Arutairu (並進対称のアルタイル)                                                     | 16 sierpnia 2018 |
| 19  | Junkan zahyō no Arutairu (循環座標のアルタイル)                                                       | 23 sierpnia 2018 |
| 20  | Meisei no rinashimento (盟誓のリナシメント)                                                           | 6 września 2018  |
| 21  | Yuizō no rinashimento (結像のリナシメント)                                                            | 13 września 2018 |
| 22  | Tōtaku no rinashimento (投企のリナシメント)                                                           | 20 września 2018 |
| 23  | Mugen’en-ten no ākuraito / Kōsa zahyō no sutādasuto (無限遠点のアークライト / 交差座標のスターダスト) | 27 września 2018 |
| OVA | Kesshō takei no barentain (結晶多形のバレンタイン)                                                    | 21 grudnia 2018  |